# 桑原郡
桑原郡（日语：／ Kuwabara gun */?）是過去位于日本鹿兒島縣的一個郡，令制國時代為大隅國的郡；已於1896年3月29日被併入姶良郡。
合併前的轄區包括：
- 栗野村（已併入湧水町）
- 吉松村（已併入湧水町）
- 牧園村（已併入霧島市）
- 橫川村（已併入霧島市）
- 西襲山村（已併入霧島市）